# Sebastian Nerz
Sebastian Matthias Nerz,  född 13 juli 1983 i Reutlingen, är en tysk politiker.
Nerz gick år 2009 med i Piratenpartei Deutschland och var dess ordförande från maj 2011 till april 2012. Han lämnade partiet i februari 2014.
Nerz studerade bioinformatik vid Eberhard Karls universitet i Tübingen.